# NGC 6528
NGC 6528 is een bolvormige sterrenhoop in het sterrenbeeld Boogschutter. Het hemelobject werd op 24 juni 1784 ontdekt door de Duits-Britse astronoom William Herschel.
Vanaf de Aarde gezien bevindt NGC 6528 zich schijnbaar net ten noordwesten van de ster Gamma Sagittarii (Nash) die de tuit vormt van het gemakkelijk herkenbare asterisme Theepot (Teapot). Dit asterisme neemt het centrale gedeelte in van het sterrenbeeld Boogschutter.

## Synoniemen
- GCl 84
- ESO 456-SC48